# Anyphops transvaalicus
Anyphops transvaalicus là một loài nhện trong họ Selenopidae.
Loài này thuộc chi Anyphops. Anyphops transvaalicus được George Newbold Lawrence miêu tả năm 1940.